# Hydraena schuleri
Hydraena schuleri är en skalbaggsart som beskrevs av Ludwig Ganglbauer 1901. Hydraena schuleri ingår i släktet Hydraena och familjen vattenbrynsbaggar. Inga underarter finns listade i Catalogue of Life.